# چیهیرو ایواساکی
چیهیرو ایواساکی (به ژاپنی: いわさき ちひろ؛ (岩崎 知弘)؛ به انگلیسی: Chihiro Iwasaki; ۱۵ دسامبر ۱۹۱۸ – ۸ اوت ۱۹۷۴) یک زن هنرمند نقاش و تصویرساز اهل ژاپن بود. او برای تصویرگری تصاویر گل و کودکان با آبرنگ شهرت دارد و موضوع اغلب آثارش "صلح و شادی برای کودکان " است.
در ۱۵ دسامبر ۲۰۱۵ گوگل دودل در ۹۷مین سالگرد تولد او با تغییر نشان خود در ژاپن یاد او را بزرگداشت.